# Bernhard Halle
Bernhard Halle (* 19. Dezember 1842 in Neuhaldensleben; † 4. April 1926 vermutlich Berlin) war ein deutscher Uhrmacher und Feinoptiker; nach ihm wurde das Nicol-Halle-Prisma benannt.

## Leben
Bernhard Halle wurde als Sohn des Apothekers von Neuhaldensleben geboren und begann im Alter von 15 Jahren eine Lehre als Uhrmacher. Nach dem Abschluss der Lehre begab er sich auf Wanderschaft und arbeitete bei unterschiedlichen Uhrmachern. Die Wanderschaft führte ihn auch nach Hamburg, wo er Hugo Schröder kennenlernte. Schröder stellte Bernhard Halle in seiner Werkstatt an und lehrte ihn die Herstellung unterschiedlicher optischer Bauelemente wie Spiegel und Linsen. Außerdem kam er in Hamburg in Kontakt mit anderen Feinmechanikern und Optikern wie Rudolf Fuess, Johann Diedrich Möller, Hugo Krüss.
Durch den Kontakt zu Edmund Hartnack wurde Halle darin bestärkt, seine eigene feinoptische Werkstatt in Potsdam zu gründen. Hartnack produzierte in Potsdam hauptsächlich Mikroskope und Halle lieferte die für die Polarisationsmikroskope notwendigen Polarisatoren. Dafür wurden zu dieser Zeit Nicolprismen oder Foucaultprismen verwendet. Das Nicol-Halle-Prisma stellt eine von Bernhard Halle entwickelte Abwandlung des klassischen Nicolprismas dar. Halle eröffnete seine Werkstatt im Jahre 1873. Im selben Jahr wurde ebenfalls die Firma Otto Toepfer & Sohn in Potsdam gegründet, die in den Anfangsjahren ebenfalls hauptsächlich an Hartnack lieferte. Bernhard Halles Bruder Gustav Halle gründete ebenfalls eine Firma in Rixdorf (heute Berlin-Neukölln). 1893 siedelte die Firma Bernhard Halle von Potsdam nach Steglitz in die Hubertusstraße 11 um. Diese Adresse befindet sich nur wenige Meter von der Firma Fuess in der Dünther Straße entfernt. 1906 übergab er die Firma Bernhard Halle an seine Nachfolger Anton Frank und Erich Ritter. Bernhard Halle veröffentlichte ein Lehrbuch für Feinoptiker und im „Vereinsblatt der Deutschen Gesellschaft für Mechanik und Optik“ eine kurze Abhandlung zur Aufstellung einer Härteskala für Kristalle.

## Das Unternehmen Bernhard Halle Nachfolger
Die Firma wurde als Bernhard Halle Nachfolger von Frank und Ritter weitergeführt. Nach ihnen ist das Frank-Ritter Prisma benannt, welches eine Abwandlung des Glan-Thompson Prismas darstellt. Heute wird die Firma in der 3. Generation von Familie Frank geleitet.
Die Firma Bernhard Halle Nachfolger war und ist vor allem für die Produktion hochwertiger Kalkspatoptik, wie zum Beispiel Glan-Thompson-Prismen bekannt. Sowohl Paul Glan als auch Silvanus Phillips Thompson ließen ihre ersten Prototypen dieses Primas bei Bernhard Halle herstellen. Es wurden jedoch auch plane und sphärische Optiken aus Quarz, Steinsalz und anderen Kristallen hergestellt. Als herausragendes und bekanntestes Produkt kann der H-alpha-Filter angesehen werden, der 1950 von Yngve Öhman in Auftrag gegeben wurde. Öhman und Lyot entwickelten diesen Filter unabhängig voneinander. Dieser Filter wird deshalb auch als Lyot-Öhmannfilter oder auch als Lyot-Filter bezeichnet. Dieser Filter ist ein schmalbandiger Interferenzfilter, welcher aus doppelbrechenden Kristallplatten besteht. Er transmittiert so nur einen engen Spektralbereich und zwar die rote H-alpha-Linie (656,28 Nanometer) des Wasserstoffs. Die Halbwertsbreite des von Bernhard Halle Nachfolger aus Quarz und Kalkspat produzierten H-alpha Filters betrug 0,5 Angström. Die Abstimmung des Filters auf die gewünschte Wellenlänge wurde thermisch mit einem Heizelement vorgenommen. Ein solches H-alpha Filter befindet sich in der Wilhelm-Foerster-Sternwarte in Berlin. Neben dem H-alpha Filter wurde auch ein Filter für die Kalzium K-Linie (393,3 Nanometer) mit einer Halbwertsbreite von 0,3 Angström hergestellt.